# Giulio Cesare Procaccini
Giulio Cesare Procaccini (Bolonia, 1574-Milán, 14 de noviembre de 1625) fue un pintor italiano.

## Vida y obra
Hijo del pintor Ercole Procaccini y hermano de Camillo y de Carlo Antonio, ambos asimismo pintores, se trasladó a la edad de once años, junto con toda su familia a Milán, comenzando a trabajar, en 1590 en las obras de la Catedral de Milán. Provenía de una dinastía de pintores que, en Bolonia, habían representado una vía alternativa a la de los Carracci. Cuando el papel de estos se hizo dominante en Bolonia, los Procaccini decidieron trasladarse a Milán, ciudad en la que el clima contrarreformista impuesto por Carlos Borromeo la había convertido en un centro de elaboración de las nuevas formas en el campo de las artes figurativas.
En su pintura es muy evidente la influencia de artistas como Correggio o Parmigianino, así como el sugestivo arte de Rubens.

### Últimas obras

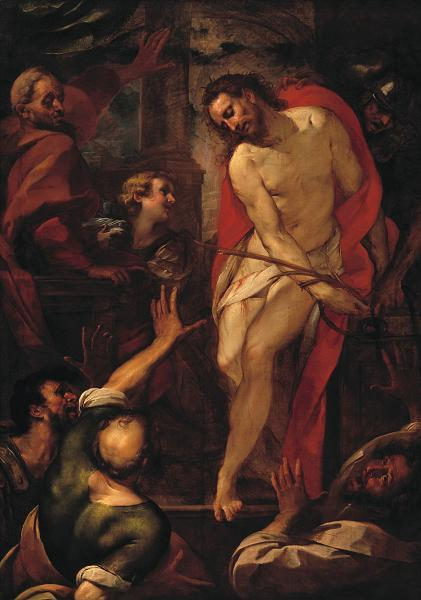
Ecce Homo (1615-1620), Museo de Arte de Dallas

El estilo de sus últimas obras perdió su elegancia atmosférica, que lo había distinguido, para convertirse en más escultórico y manierista. Buen ejemplo de ello es la obra Caín matando a Abel, de 1623.
Junto a Cerano y Morazzone, con los que firma el famoso Martirio de las santas Rufina y Segunda, conocido como el Cuadro de las tres manos (Quadro delle tre mani), Giulio Cesare Procaccini fue uno de los artistas lombardos más importantes de la primera mitad del siglo XVII.
Su último cuadro, un autorretrato, pintado en 1624 y conservado en la Pinacoteca de Brera, es una obra maestra de intensa melancolía en la que el artista se muestra prematuramente envejecido, a sus cincuenta años. 
Murió en Milán, al año siguiente de realizar dicha obra, el 14 de noviembre de 1625.
En 2013, el Museo del Prado incorporó un importante ejemplo de su pintura de hacia 1616-1620: La Oración en el huerto, que venía a sumarse a las dos obras procedentes de la colección real de las que ya disponía el museo: Sansón y los filisteos, de la última etapa del pintor, y una Guirnalda de flores con la Virgen, el Niño y dos ángeles que pintó en colaboración con Jan Brueghel el Viejo, con quien coincidió en Milán en torno a 1619, al servicio ambos del cardenal Federico Borromeo.

## Otras obras

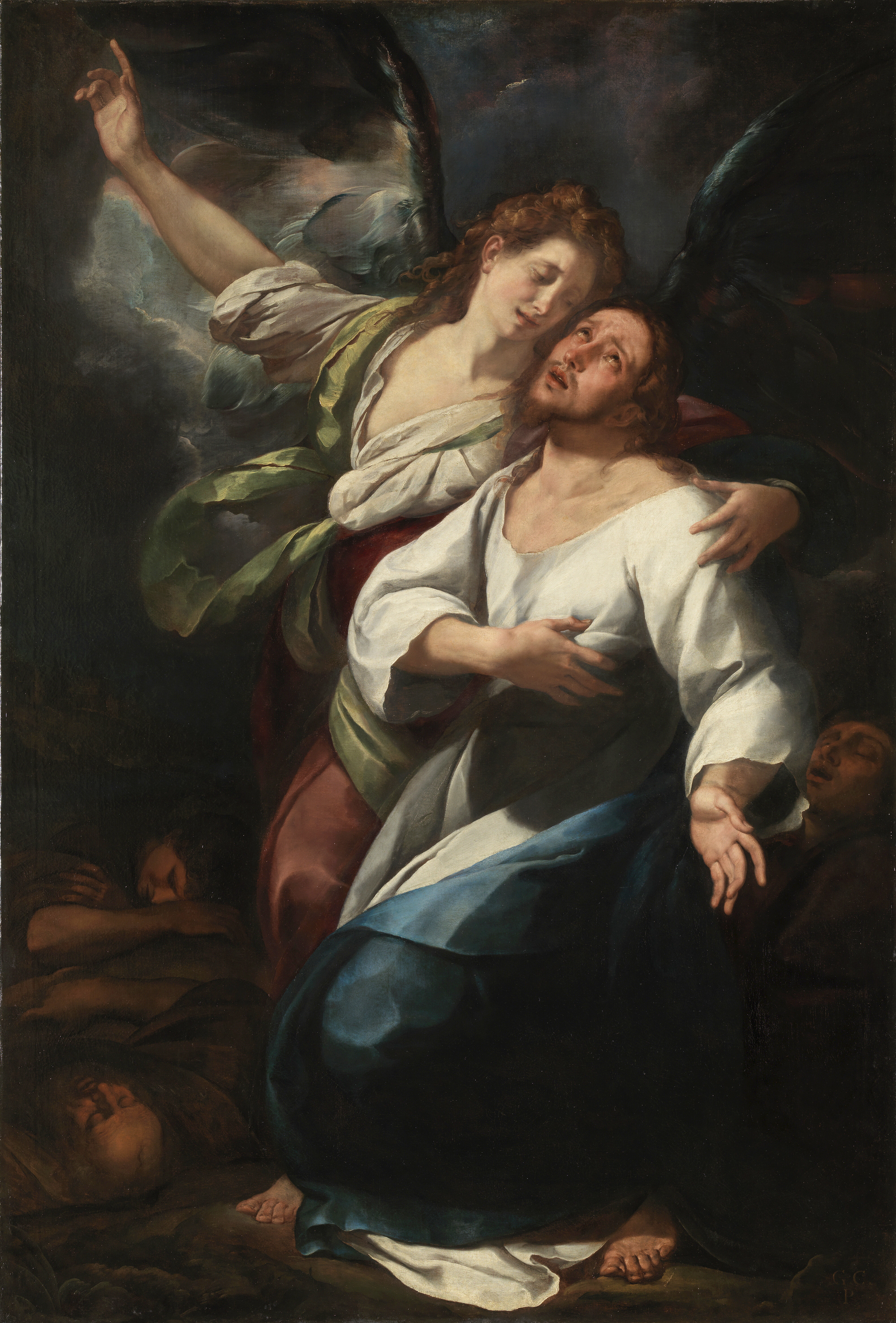
La Oración en el huerto (1616-1620), Museo del Prado, Madrid.

- Milagro de San Carlos  (1610, Milán, Catedral de Milán).
- Los desposorios místicos de Santa Catalina (ca. 1615, Milán, Brera).
- La Magdalena penitente (Milán, Brera).
- La Coronación de la Virgen (Los Ángeles, J. Paul Getty Museum).
- La Última Cena (Génova, Basílica de la Santissima Annunziata del Vastato).
- Autorretrato (Madrid, Museo Cerralbo).

- Natività della Vergine,  sacristía de la iglesia de Santa María de los Ángeles (Milán).